# 米氏毛鼻鯰
米氏毛鼻鯰，為輻鰭魚綱鯰形目毛鼻鯰科的其中一種，為熱帶淡水魚，分布於南美洲秘魯東部海拔2000公尺的高山溪流流域，棲息深度0-2公尺，體長可達10.1公分，棲息在底層水域，生活習性不明。

## 扩展阅读
維基物種上的相關：米氏毛鼻鯰